# Darko Jorgić
Darko Jorgić, slovenski namiznoteniški igralec, * 30. julij 1998, Trbovlje.

## Kariera

### 2021
Jorgić je v osmini finala na poletnih olimpijskih igrah 2020 v Tokiu v kategoriji moški posamezno v tesnem dvoboju s 4 : 3 premagal četrtega igralca sveta, Japonca Tomokazuja Harimota, in se uvrstil v četrtfinale. To je trenutno največji slovenski uspeh na olimpijskih turnirjih v namiznem tenisu. V četrtfinalu je izgubil proti šestemu igralcu sveta, Tajvancu Yun-ju Linu s 4 : 0.